# Victorino Chermont
Victorino de Albuquerque e Sá Chermont de Miranda (Rio de Janeiro, 24 de abril de 1973 — La Unión, 28 de novembro de 2016) foi um repórter esportivo brasileiro.

## Biografia
Victorino Chermont nasceu no Rio de Janeiro filho de Victorino Coutinho Chermont de Miranda e Nely de Albuquerque e Sá Chermont de Miranda. Seu pai é advogado, pesquisador e genealogista e Presidente do Instituto Histórico e Geográfico Brasileiro. O repórter tem um filho de nome Victorino do Canto e Mello Chermont de Miranda e torcia para o Clube de Regatas Flamengo. Victorino era aficionado pelo surfe.

## Carreira
Victorino Chermont trabalhou na Rede Bandeirantes, na Rádio Globo, no SporTV e atuava na Fox Sports Brasil. Nesta última emissora, além de repórter, foi debatedor no programa A Última Palavra.
Comandou o programa Jogos para Sempre, junto com Lúcio de Castro, um programa esportivo de televisão exibido pela SporTV desde 2007, contando histórias de grandes jogos do futebol brasileiro.
Foi professor do curso de Jornalismo Esportivo do IGEC-FACHA.
Em 2011, enquanto trabalhava para a equipe do SporTV, foi agredido por torcedores enfurecidos do clube River Plate. Devido à violência, Victorino deixou o local às pressas com ferimentos leves.
Em 2012, recebeu o Prêmio Botequim Cultural de melhor jornalista esportivo. Ganhou o Prêmio Mídia Esporte de Jornalismo Esportivo, edições de 2013 na modalidade repórter de TV fechada e edição de 2014, na mesma modalidade.

## Morte
Victorino estava no Voo 2933 da LaMia, que sofreu o acidente junto ao time da Associação Chapecoense de Futebol, para cobrir a final da Copa Sul-Americana de 2016, com seis companheiros da Fox Sports Brasil. O corpo do repórter foi velado no salão nobre do Flamengo. Victorino deixou esposa, Luciana e o filho Victorino.

## Homenagem póstuma
No dia 30 de novembro de 2016, o Clube de Regatas do Flamengo anunciou que a nova sala de imprensa do clube, no Ninho do Urubu, receberia o nome do jornalista, que era torcedor do clube. A inauguração aconteceu no dia 13 de dezembro, contando com a presença de familiares do jornalista. Na ocasião, as estações de trabalho do clube receberam o nome do repórter cinematográfico Rodrigo Santana, também homenageado. O clube também ofereceu suas dependências para que as famílias de Chermont e Santana, ambos flamenguistas, realizassem o velório dos dois. A cerimônia ocorreu no domingo, dia 4 de dezembro.